# Купчино (посёлок)
Ку́пчино — деревня на реке Сетуй (позже Чёрная речка, Волковка), известная с 1619 года. Как самостоятельное поселение (в разное время — деревня, посёлок, село) просуществовала до 1958 года, когда Купчино было включено в состав Московского района Ленинграда. Последний деревенский дом здесь был снесён в 1976 году в ходе массовой современной застройки Купчино — одного из крупнейших районов города, унаследовавшего своё имя от исторической деревни.
В настоящее время земли Купчино административно принадлежат Фрунзенскому району Петербурга. Помимо названия района, топоним «Купчино» зафиксирован в названиях объектов инфраструктуры, в частности, станции метро и железнодорожной платформы (до появления платформы название «Купчино» носила нынешняя платформа «Проспект Славы»).

## История

### Шведский период
По итогам Русско-шведской войны 1610—1617 годов и Столбовскому мирному договору Россия была вынуждена уступить Швеции территорию от Ивангорода до Ладожского озера. Территория населённого пункта оказалась под шведским владычеством, войдя в состав Ижорского погоста Нотебургского лена. Первое упоминание о деревне — в 1612 году в «дозорной книге» Корельской половины Водской пятины (по переводу историка Адриана Александровича Селина): «Да деревня Купчинова, а в ней крестьян: во дворе Степанко Петров; во дворе Федотко Михайлов. А пашни под ними живущие полчетверти обжи. Да непашенные бобыли: во дворе Гаврилка; во дворе Сурсейко да Пантелейко. А пашня у крестьян в полях по их жеребьям пахана. А животины у них нет».
Следующее упоминание — в шведской переписи населения 1619 года, как Kuptzinoua By (by — деревня), состоящая из 4 дворов с хозяевами, трое из которых: Иван Кузмин, Прошка (Прохор) Лефонтьев, Симан Абрахамов (Семён Абрамов) — были православными. Кроме того, здесь находилось поместье польского боярина Кристофера Канарского, это был четвёртый хозяин. Варианты прочтения названия «Kuptzinoua» предлагаются следующие: Купчинова, Купцинова, Купщинова (возможно также и окончание топонима на -о). Название — несомненно славянского происхождения и восходит к словам «купец», «покупка». Таким образом, Купчино как поселение как минимум на 91 год старше Санкт-Петербурга, в пределах которого имя прежней деревни перешло на один из крупнейших спальных районов мегаполиса.
В 1643 году хозяйств в деревне стало семь, при этом пятеро были ижорскими переселенцами: один из Нуолйоки в Тюрё, двое из Пиккола в Дудергофе, один из Сулкала в Дудергофе и один из церковного прихода Лийссиля. До русско-шведской войны 1656—1658 годов деревня оставалась православной. После войны в деревне было три двора, в двух из которых жили ижоры. В это же время (сразу после войны) происходит массовая финнизация названий деревень Приневья, связанная с большим оттоком православного населения и приходом переселенцев из Финляндии. Так Kuptzinoua около 1658 года становится Kupsilla. Возможно, местные жители переиначили название под «kups» — «зрелый», «kypsi» — «заяц», а возможно — это искаженное Kupsilta (silta — мост, а Kups досталось в наследство от русского названия), как полагает историк С. Кепсу. Вообще за весь XVII век в шведских источниках С. Кепсу нашёл следующие названия: Kuptzinoua By, Kupsinoua, Kopsonoua, Cubsilda, Kupsilda, Kupsilta, Kupsilla и др..
На картах Купчино впервые обнаруживается около 1643 года как деревня Купсинова (швед. Kupsinoua by), а именно на «Географический чертеж земли, принадлежащей ревизору генералу Стеену-фон-Стеенхузену, расположенной в двух милях выше и ниже города Ниена…», выполненной по всей вероятности топографом Эриком Аспегрееном (Erik Nilsson Aspegreen). Кроме того, известно её изображение под наименованием Купсилла (швед. Kupsilla) на карте Ингерманландии, выполненной русским топографом штабс-капитаном А. И. Бергенгеймом в 1827 году, но отражающей по шведским источникам ситуацию на 1676 год. Деревня располагалась примерно на территории, прилегающей на западе к современной Белградской улице и ограниченной с севера Южным шоссе (ныне на этом его участке находится Альпийский переулок) и с юга нынешней улицей Димитрова. При этом на всех картах до 1727 года деревня показана на левом (северном) берегу Волковки, а после — на правом (южном) берегу.
Ко времени окончания господства Швеции в 1695 году в списке жителей числились Ригар Климентьев, Йёран Йёранссон, Самуэль Хюннин и бобыль Йёран Хумойн.

### В Российской империи
В 1702 местность, где находилась деревня Купсилла, была занята русскими войсками в ходе Северной войны и по мирному договору 1721 вошла в состав России, Ингерманландской земли. В 1710 г. она входит в состав вновь образованной Санкт-Петербургской губернии, Копорского дистрикта (уезда). В 1711 г. деревня передается строящемуся Александро-Невскому монастырю. К 1713 году в деревне насчитывалось 5 крестьянских дворов и 5 бобылей. Позже, на короткое время с 1714 по 1718 деревня жалуется царевичу Алексею, но после вновь возвращается монастырю.
На первых русских картах этих мест (1704—1705 гг.) продолжает употребляться топоним Kupsilla, Купсїла, но вскоре происходит обратная смена корня слова с финского на русский. Впервые топоним «Купчино» встречается в архивах Александро-Невской Лавры 1713 года, где упоминается «…деревня Купсино, или как она часто пишется, Купчино, на Чёрной речке…». На географической карте топоним в форме «Купчино» первый раз встречается в 1727 г. На земельном плане 1766 года наименована «деревня Купсина, а по мирскому названию Купчино». Топоним «Купсила» последний раз употребляется в 1770 г. Очевидно, на протяжении XVIII в. формы Купсила, Купсина и Купчино существовали некоторое время параллельно.
После секуляризационной реформы 1764 года жители Купчино становятся «экономическими крестьянами», а к началу XIX века — просто государственными крестьянами. С 1779 года деревня входила в состав Софийского уезда, а с начала XIX века — в состав Санкт-Петербургского уезда Санкт-Петербургской губернии.

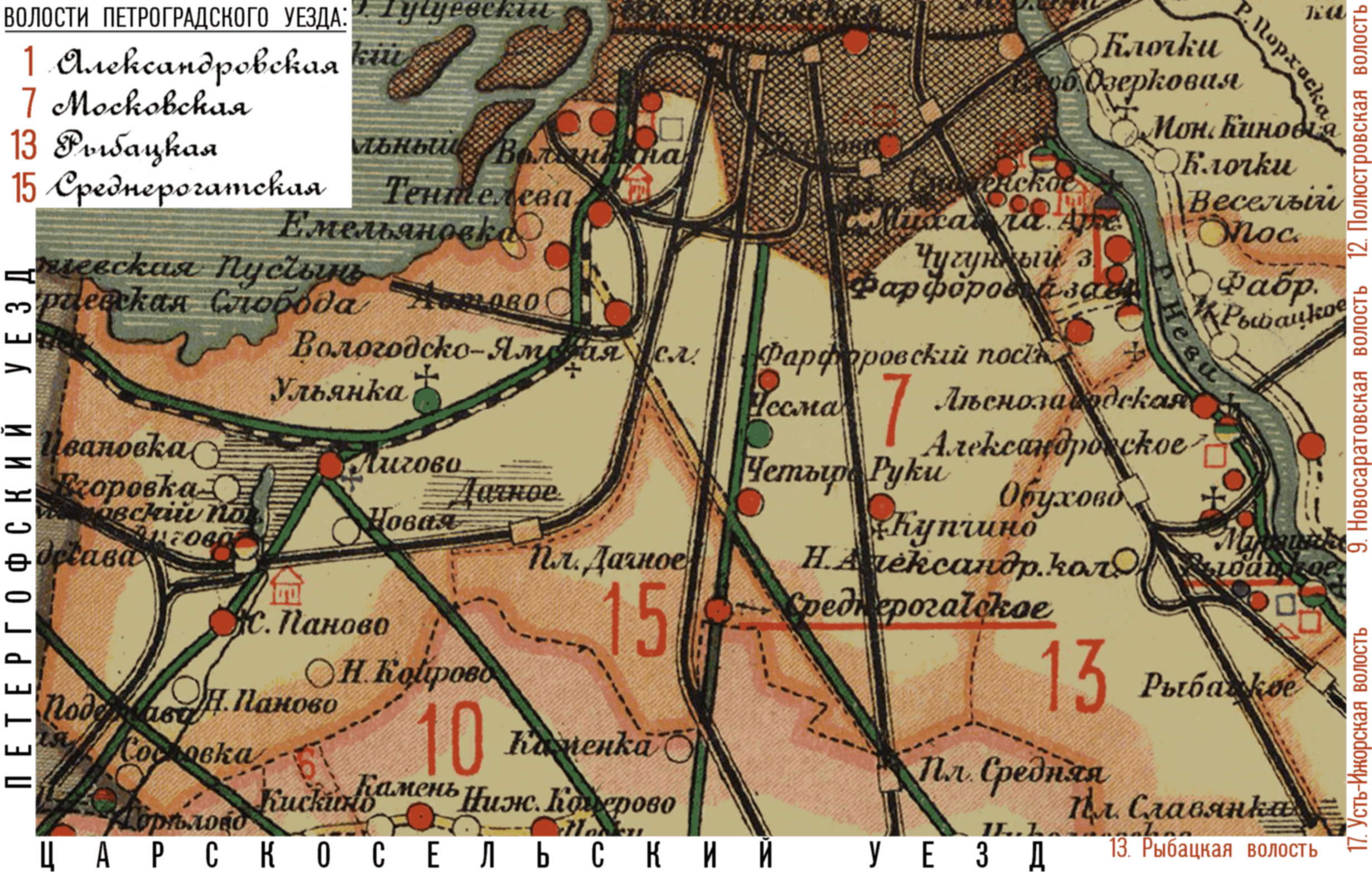
Купчино в составе Московской волости (№ 7) Петроградского уезда (1916 год)

Развитию деревни в XIX веке способствовала специфика её географического положения и административной подчинённости. Купчино располагалось в относительной близости к Московскому тракту, по которому в столицу шёл поток товаров с юго-востока губернии и из Центральной России — но не непосредственно на тракте, а в нескольких верстах к востоку от него. В направлении восток-запад через земли Купчино проходила известная с начала XIX века Куракина дорога, связывавшая Московский тракт с Шлиссельбургским. При этом деревня находилась на достаточном отдалении от черты города, так чтобы заинтересовать крестьян, везущих товар в Петербург, сэкономить отчасти время, а главное — избежать оплаты сборов на Московской либо Невской заставе.
К середине XIX века Купчино представляет собой средних размеров деревню. В описании Петербургского уезда 1838 года в казенной деревне Купчино указано 302 жителя обоего пола. В списке селений, составленном губернским статистическим комитетом в 1856 году, в деревне указано 40 дворов, 112 душ. В списке населённых мест Российской империи за 1862 год в деревне насчитывается 42 двора, 273 жителя обоего пола. На восток земли крестьян деревни Купчино доходили до границы Московской волости, упираясь в Ново-Александровскую колонию села Александровского Рыбацкой волости. Справочник «Весь Петроград» за 1917 год определяет местоположение этой колонии «к западу от линии Николаевской железной дороги до границы с землями крестьян деревни Купчино». На севере деревня Купчино соседствовала с селом Романовым (после 1918 переименовано в село Рылеево), за которым простиралось Волково поле.
В 1837 по западной окраине земель Купчино прошла первая в России Царскосельская железная дорога с шириной колеи 1829 мм. После реконструкции (перешивка на стандартную русскую колею 1524 мм), 2 января 1900 года дорога была передана в состав Московско-Виндаво-Рыбинской ж.д.. В 1851 году за восточными пределами деревни прошла линия Николаевской железной дороги, отделённая от земель крестьян Купчино Ново-Александровской колонией.
Население занималось в основном животноводством, огородничеством и извозом. В деревне имелись: читальня, кузница, пожарное депо, где дежурили члены добровольной дружины. В начале XX в. открылась Купчинская земская школа Петербургской земской управы. В 1908 году в деревне проживали 245 человек из них 34 человека, это дети школьного возраста (от 8 до 11 лет). В 1909 году жителями деревни был заложен собственный храм — деревянная церковь во имя преподобного Герасима по проекту архитектора И. Соколова. При церкви имелось кладбище.
К концу существования Российской империи село Купчино входило в состав Московской волости Петроградского уезда Петроградской губернии.

### После 1917 года
С 1919 г. граница города стала проходить по Куракиной дороге (Альпийскому переулку), то есть подступила почти к самому Купчину.
В октябре 1919 года, во время обороны Петрограда от наступающих войск Северо-Западной армии через территорию Купчина проходил 1-й рубеж внутренней обороны города. Силами рабочих местных заводов и окрестных жителей вдоль Куракиной дороги и по периметру Преображенского кладбища были отрыты окопы и пулемётные гнезда, в глубине обороны подготовлены миномётные и артиллерийские позиции. Фронт Гражданской войны находился в 11 км от Купчина.
В 1918—1919 гг. Купчино вошло в состав Средне-Рогатской волости Петроградского уезда, а в 1922 г. — Урицкой волости того же уезда.
1.07.1922 г. образован Купчинский сельсовет.
24.01.1924 г. уезд и губерния переименованы в Ленинградские.
1.08.1927 г. по новому административно-территориальному делению Купчино входит в состав Урицкого района Ленинградского округа Ленинградской области.
1.11.1928 г. Купчинский сельсовет упраздняется, а Купчино переводится в подчинение Среднерогатскому сельсовету.
19.08.1930 г. Купчино вместе со Средне-Рогатским сельсоветом вошло в состав Ленинградского Пригородного района Ленинградской области.
13.12.1931 г. Ленинградский Пригородный район был подчинен Ленинградскому Совету.
1.08.1936 г. вошло в состав Слуцкого района Ленинградской области.
23.04.1944 г. Слуцкий район переименован в Павловский.
В 1920-х гг. жители деревни подвергаются коллективизации и объединяются в колхоз им. Тельмана, который просуществовал до Великой Отечественной войны. В 1927 году близ деревни была организована железнодорожная платформа (остановочный пункт) «Купчино», ныне «Проспект Славы». По некоторым сведениям, церковь была закрыта в марте 1938 года. Святыни из неё были переданы в Николо-Богоявленский собор. В предвоенные годы в северной части Купчинорасполагались жилые постройки. Южнее находились колхозные строения: правление колхоза, колхозный клуб, школа, скотный двор. На топографической карте 1939 года в деревне указано 50 дворов. Хотя, по воспоминаниям очевидцев, дворов могло быть значительно больше — до 139. Улиц в деревне было две. В обиходе местные жители называли их «Старая» и «Новая». Более короткая «Старая» проходила ближе к железной дороге, почти параллельно ей. Она заканчивалась на середине деревни, у дороги, ведущей к церкви и кладбищу при ней. Кладбище также называли «Старым». Более длинная «Новая» улица проходила восточнее. Близ этой улицы, восточнее деревни, на правом берегу реки, было кладбище с Троицкой часовней, которое называли «Новым» кладбищем. Несмотря на такое название, несомненно, это кладбище значительно древнее того, которое существовало у церкви. Нумерация домов, как перед войной, так и после, была единой для всего поселка, названия улиц не использовались. Официально все улицы поселка были упразднены в январе 1974 года.
В годы Великой Отечественной войны население Купчино эвакуируется из прифронтовой полосы, так как линия фронта проходит в 10 км к югу. Таким образом Купчино оказывается на территории блокадного Ленинграда. Совхоз «Купчино» делит южный и восточный районы «внешней полосы обороны» (на 9 октября 1942 года). Здесь были возведены инженерно-фортификационные сооружения. На их сооружение, а также для обогрева блокадного Ленинграда были разобраны на дрова большая часть домов Купчино и церковь. Для нужд Ленинграда вывезли и весь колхозный скот.
После войны Купчино (уже в статусе поселка) восстанавливалось, хотя довоенных размеров не достигло. Колхоз имени Тельмана восстановлен не был. Возвратившиеся из эвакуации жители деревни вновь отстраивались, заводили приусадебные хозяйства, скот. Пастбища для скота располагались на пустырях, южнее и восточнее поселка. Улицы сохранили прежнее расположение, а все дома были отстроены заново. На топографической карте 1953 года в посёлке указывается 20 дворов. Но, по воспоминаниям очевидцев, в 1950-х годах дворов в посёлке могло быть больше — около 38. В 1950-е годы в поселке находились только жилые дома. Отсутствовали какие-либо медицинские учреждения, школа, почта, магазины. Один магазин существовал у платформы «Купчино». Лечились купчинцы в Московском районе Ленинграда, оттуда же приходили в поселок почтальоны; дети ездили учиться в город в различные школы.
12.06.1950 г. Купчино вместе со Средне-Рогатским поселковым советом передано в пригородную зону г. Ленинграда — подчинено Московскому районному совету г. Ленинграда.
1.01.1958 г. село Купчино вошло в состав Московского района г. Ленинграда, после чего был образован новый микрорайон Купчино.

### Остатки деревни
Сама территория деревни Купчино не была полностью застроена. В частности, на месте северного («Нового») кладбища образовалось болото, неподалёку был вырыт пруд, а после засыпки реки Волковки заболачивание усилилось, вода размягчила почву, местность заметно просела. Сейчас на этом историческом участке местность частично облагорожена (в виде Купчинского сквера) и используется местными жителями для отдыха.